# Coalició de Forces Alternatives per la Pau i la Democràcia a Etiòpia
La Coalició de Forces Alternatives per la Pau i la Democràcia a Etiòpia (Coalition of Alternative Forces for Peace and Democracy in Ethiopia CAFPDE) fou una aliança de partits polítics d'oposició d'Etiòpia organitzada per participar en les eleccions de l'assemblea constituent celebrades el juny de 1994. Finalment la majoria dels candidats de la CAFPDE (i del Front d'Alliberament Oromo) van decidir boicotejar les eleccions i així el governant Front Democràtic Revolucionari Popular Etíop va aconseguir 484 de 547 escons; les eleccions foren considerades no obstant lliures pels observadors internacionals. La coalició es va reorganitzar sota el nom de Moviment Nacional Democràtic d'Etiòpia per a les eleccions legislatives del 1995 però altre cop finalment es va imposar el boicot i el Front Democràtic Revolucionari Popular Etíop va aconseguir 483 escons (de 548).